# Kaarel Ird
Kaarel Ird (ur. 27 sierpnia 1909 w Rydze, zm. 25 grudnia 1986 w Tartu) – estoński aktor, reżyser teatralny, pedagog, Ludowy Artysta ZSRR (1970).

## Życiorys
W latach 1934–1936 uczył się w studium sztuki dramatycznej w Tartu, następnie 1937-1939 był aktorem Teatru Robotniczego w Tartu. W latach 1940–1948, 1949-1950 i ponownie od 1950 był dyrektorem i głównym reżyserem Państwowego Teatru Akademickiego Estońskiej SRR w Tartu obejmującego operę, dramat, operetkę i balet. Od 1952 do 1955 zajmował stanowisko głównego reżysera Teatru im. Lydii Koiduli w Parnu. Wyreżyserował wiele spektakli operowych, m.in. Zaręczyny w klasztorze Prokofjewa (1962), Katerinę Izmajłową Szostakowicza (1966), spektakle dramatyczne, m.in. Mieszczan (1946) i Jegora Bułyczewa i innych (1950) Gorkiego, Kupca weneckiego (1958) i Koriolana (1964) Szekspira, sztuki Brechta i innych. 18 lutego 1970 nadano mu tytuł Ludowego Artysty ZSRR. Był deputowanym do Rady Najwyższej Estońskiej SRR.

## Odznaczenia i nagrody
- Medal Sierp i Młot Bohatera Pracy Socjalistycznej (24 sierpnia 1984)
- Order Lenina (dwukrotnie, 24 sierpnia 1979 i 24 sierpnia 1984)
- Order Czerwonego Sztandaru Pracy (dwukrotnie, 30 grudnia 1956 i 23 marca 1976)
- Order „Znak Honoru” (1 października 1965)
- Nagroda Państwowa ZSRR (1967)
- Nagroda Państwowa Estońskiej SRR (dwukrotnie, 1947 i 1977)

I medale.